# Omar de Jesús Mejía Giraldo
Omar de Jesús Mejía Giraldo (ur. 21 stycznia 1966 w El Santuario) – kolumbijski duchowny rzymskokatolicki, od 2013 biskup, a od 2019 arcybiskup Florencia.

## Życiorys
Święcenia kapłańskie przyjął 16 listopada 1991 i został inkardynowany do diecezji Sonsón-Rionegro. Był m.in. wychowawcą w diecezjalnym seminarium, delegatem biskupim ds. duszpasterstwa młodzieży i powołań, pracownikiem uniwersytetu w Rionegro oraz wicerektorem i rektorem krajowego seminarium w La Ceja.
27 kwietnia 2013 został mianowany biskupem diecezji Florencia. Sakry biskupiej udzielił mu 29 czerwca 2013 bp Fidel León Cadavid Marín.
13 lipca 2019 został zwierzchnikiem nowo powstałej metropolii ze stolicą w Florencii.